# SynthEdit
SynthEdit ist ein Shareware-Software-Synthesizer für Windows, der eine modulare grafische Programmiersprache (VPL) verwendet, um Synthesizer und Effekteinheiten zu erzeugen. Diese können als VST-Plug-Ins zur Verwendung in Audioanwendungen erzeugt werden.
SynthEdit wurde erstmals im Jahr 1999 von Jeff McClintock vorgestellt. Version 1.0 wurde am 23. Juni 2005 publiziert. Viele Programmierer haben seither weitere Module generiert, die als Freeware oder kostenpflichtig erhältlich sind, um sie in der SynthEdit-Umgebung zu verwenden.
SynthEdit erlaubt dem Anwender, eigene VST-Instrumente und VST-Effekte zu entwerfen. Die Software stellt einen GUI-basierten Editor und ein vollständiges MIDI-Interface für Hardware-Controller zur Verfügung.
Audio- und MIDI-Plug-Ins für SynthEdit können in C oder C++ verfasst werden. Verwendet wird der „SynthEdit Music Plugin Standard“ (SEM): eine API, die auf dem GMPI mit einigen Erweiterungen basiert.
SynthEdit wurde auch bereits erfolgreich dazu genutzt, zusätzliche Geräte und Effekte zu erzeugen, die nicht unter die Rubrik „Audio“ fallen.